# Manuel Enrique López Trigo
Manuel Enrique López Trigo (* 1945) ist ein costa-ricanischer Versicherungsunternehmer und Diplomat.

## Leben
Manuel Enrique López Trigo heiratete Martha Eugenia Nuñez Madriz de López Trigo.
1970 leitete er die Abteilung Freiwillige Dienste im Ministerio de Cultura, Juventud y Deportes de Costa Rica.
1984 war er Staatssekretär im Ministerio de Información y Comunicación und Leiter des Sistema Nacional de Radio Cultural y de Televisión de Costa Rica (SINART).
Von 1994 bis 1998 war er Botschafter in Jerusalem. Am 4. August 1996 traf er in Jericho den Präsidenten der Palästinensischen Autonomiebehörde, Jassir Arafat. Beim Treffen wurde die Zusammenarbeit auf dem Gebiet der Präventivmedizin, entsprechend den Ebais (dem costa-ricanischen Modell des Gesundheitswesens) vereinbart, die José María Figueres Olsen Arafat bei einem Treffen in Kolumbien angeboten hatte. Vom Außenministerium und vom costa-ricanischen Gesundheitsministerium war in der Folge ein Konzept zur internationalen Finanzierung des Projektes entwickelt worden.
Außenminister Fernando Enrique Naranjo Villalobos (* 11. Oktober 1942 in San José (Costa Rica)) kommentierte auf einer Pressekonferenz, das Treffen sei die erste formale Annäherung zwischen Costa Rica und der Palästinensischen Autonomiebehörde nach deren Gründung 1994. Auf Nachfrage, ob es sich dabei um die Aufnahme diplomatischer Beziehungen mit der PNA handeln würde, erklärte er, dass an diese Möglichkeit zu diesem Zeitpunkt nicht gedacht wurde, sondern dass damit die Initiative von José María Figueres Olsen den Friedensprozess im Nahen Osten, vor allem die Vereinbarungen zwischen dem Staat Israel und der PNA zu fördern, bezweckt war. Er fügte hinzu, dass es sich auch um eine bewusste Anerkennung, die das Recht der Palästinenser weltweit sei, handle.
2008 war Manuel Enrique López Trigo Botschafter in Santo Domingo und nahm vom 4. bis 7. März 2008 am XX Cumbre del Grupo de Río teil.
Am 1. September 2011 wurde er zum Botschafter in Seoul ernannt, wo er am 1. November ankam und am 25. November 2011 akkreditiert wurde.

## Veröffentlichung
- Su nombre es su título, in Diario Extra (Costa Rica) vom 23. März 2010, S. 2 Página Abierta, Anthologie über Alberto Cañas Escalante.

| Vorgänger                      | Amt                                                          | Nachfolger                      |
| ------------------------------ | ------------------------------------------------------------ | ------------------------------- |
| Isabel Carazo Saborío de Sáenz | costa-ricanischer Botschafter in Jerusalem 1994 bis 1998     | Rodrigo Xavier Carreras Jiménez |
| Mario Garnier Borella          | costa-ricanischer Botschafter in Santo Dominigo 2008         | José Rafael Torres Castro       |
| Ricardo Sequeira Ramírez       | costa-ricanischer Botschafter in Seoul 1. September 2011 bis | —                               |